# Kozmaolaj
A kozmaolaj az alkoholos erjedés során keletkező, az etanolnál hosszabb szénláncú alkoholok, butanol, propanol, amil-alkohol, furfurol és egyebek összefoglaló neve. A párlatban a lepárlás utolsó részében dúsul fel, amikor már magasabb a cefre hőmérséklete, mivel a hosszabb szénláncú alkoholoknak magasabb a forráspontja.[forrás?]
A kozmaolaj hosszabb szénláncú alkoholok keveréke. Fő alkotórésze az izoamil-alkohol és az optikailag aktív amil-alkohol. Forráspontja 132°C, tehát nagyobb az alkohol, sőt a víz forráspontjánál. Ennek ellenére illékonyabb az alkoholnál (K t> 1), abban az esetben, ha a lepárlandó folyadék alkoholtartalma kisebb 42 tf%-nál. Mivel az alszesz alkoholtartalma ilyen, ezért az amil-alkohol és a többi kozmaolaj-komponens részben az előpárlatba, részben a középpárlatba kerül. 
Az utópárlat már csak jelentéktelen mennyiségű kozmaolajat tartalmaz. E jelenség magyarázata abban keresendő, hogy az amil-alkohol a vízzel és az alkohollal minimum forráspontú azeotrop elegyet képez. A kozmaolajok a pálinkában illatrögzítő (fixatőr) szerepet töltenek be. Nagyobb mennyiségű kozmaolaj azonban a pálinkának kellemetlen mellékízt kölcsönöz.